# زكرون
زكرون هي قرية لبنانية من قرى قضاء الكورة في محافظة الشمال.
تبعد عن بيروت مسافة 74 كلم، ترتفع عن سطح البحر مسافة 140 م.